# 88292 Бора-Бора
88292 Бора-Бора (88292 Bora-Bora) — астероїд головного поясу, відкритий 12 липня 2001 року.
Тіссеранів параметр щодо Юпітера — 3,600.